# 阿宾斯克
阿宾斯克是俄罗斯克拉斯诺达尔边疆区的一个镇、阿宾斯克区行政中心，距离州首府克拉斯诺达尔约75公里，人口约3.4万（2002年）。始建于1836年。